# Couloutre
Couloutre is een gemeente in het Franse departement Nièvre (regio Bourgogne-Franche-Comté) en telt 220 inwoners (2009). De plaats maakt deel uit van het arrondissement Cosne-Cours-sur-Loire.

## Geografie
Couloutre ligt tussen Donzy (9 km) en Entrains-sur-Nohain (7 km), aan de rivier de Nohain, een zijrivier van de Loire. Het landschap is licht glooiend met kleinschalige akkerbouw (tarwe, koolzaad, zonnebloemen) en veeteelt, afgewisseld door loofbossen.
De oppervlakte van Couloutre bedraagt 20,6 km², de bevolkingsdichtheid is 10,5 inwoners per km².
De onderstaande kaart toont de ligging van Couloutre met de belangrijkste infrastructuur en aangrenzende gemeenten.

## Demografie
Onderstaande figuur toont het verloop van het inwonertal (bron: INSEE-tellingen).